# Garsington Manor
Garsington Manor, sita nel villaggio di Garsington, vicino a Oxford, è un edificio in stile Tudor, noto per essere stata una delle dimore di Lady Ottoline Morrell, componente del Bloomsbury Group. L'edificio è oggi di proprietà degli eredi di Leonard Ingrams e fino al 2011 è stata utilizzata come sede del festival di opera lirica, Garsington Opera trasferito poi a Wormsley Park, la casa di Mark Getty nell'Oxfordshire.

## Storia
La manor house venne costruita su di un terreno appartenuto al figlio del poeta Geoffrey Chaucer, e un tempo era chiamata "Chaucers".  Lady Ottoline e suo marito, Philip Morrell, la acquistarono nel 1914, quando era in uno stato di abbandono, dopo essere stata utilizzata come casa colonica.
Essi la ristrutturarono completamente nel 1920, con l'ausilio dell'architetto Philip Tilden, creandovi intorno un giardino all'italiana. Il parterre dispone di 24 aiuole quadrate con piante di tasso agli angoli; il giardino all'italiana ha una grande vasca ornamentale recintata da siepi di tasso e ornata da statue; al di là, esiste un giardino selvaggio, con tigli, vialetti, arbusti, un ruscello e uno stagno.
Garsington divenne un paradiso per gli amici dei Morrell e fra essi  D. H. Lawrence, Siegfried Sassoon, Lytton Strachey, Aldous Huxley, Mark Gertler e Bertrand Russell.  Nel 1916 essi invitarono a dimorarvi, fino alla conclusione della prima guerra mondiale, alcuni obiettori di coscienza come Clive Bell e altri componenti del Bloomsbury Group, ad evitar loro di essere perseguitati dal governo. Aldous Huxley vi passò diverso tempo prima di scrivere Crome Yellow, un libro su un personaggio ridicolo ovviamente inteso come una caricatura di Lady Ottoline Morrell; lei non glielo perdonò mai. I Morrell lasciarono la casa nel 1928 vendendola a Sir John Wheeler-Bennett i cui eredi a loro volta la vendette, nel 1981, a Leonard e Rosalind Ingrams e alla loro famiglia.